# Arne Engström

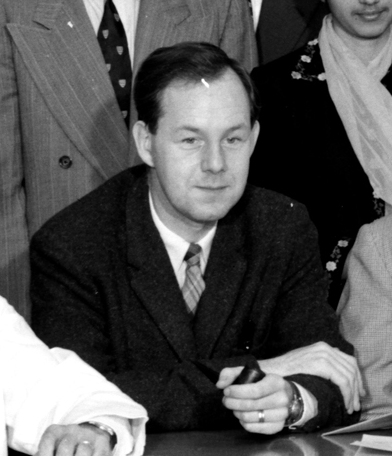
Arne Engström december 1960.

Arne Vilhelm Engström, född 15 maj 1920 i Brännkyrka församling, Stockholm, död 19 juli 1996 i Danderyd, var en svensk generaldirektör och medicinsk forskare.

## Biografi
Engström disputerade 1946 på en avhandling om histokemiska analyser med hjälp av röntgenspektroskopi. Han var 1952–1956 professor i fysikalisk cellforskning vid Karolinska institutet och 1956–1985 professor i medicinsk fysik vid samma institut. Han var 1975–1986 generaldirektör för Statens livsmedelsverk. Han var ledamot av Vetenskapsakademien och Ingenjörsvetenskapsakademien. Engström tilldelades Björkénska priset 1954.
1960 blev han som förste svensk invald i styrelsen för den internationella forskarorganisationen för biofysiker, Biophysical Society (BPS).
Han är far till Wilhelm Engström.

## Utmärkelser
- Kommendör av Nordstjärneorden, 16 november 1970.[4]